# Rundstycke
"Rundstycke" är i Göteborg med omnejd även ett ord för brödet småfranska.
Rundstycke, runstycke, (rst), var ett svenskt kopparmynt som motsvarade en tolftedels skilling och vägde 2,4 g. Det präglades mellan 1802 och 1830. Dess officiella namn var tolftedelsskilling. Redan i förordningar från 1660- och 1760-talen förekommer ordet run(d)stycke som benämning på 1 öre silvermynt av silver (vitrunstycke) eller 1 öre kopparmynt av koppar (runstycke).